# 58 (عدد)
58 (ثمانية وخمسون) هو عدد صحيح  يلي العدد 57 ويسبق العدد 59 وهو عدد طبيعي موجب.